# 反五輕運動
後勁反五輕運動是1987年中國石油公司與中華民國政府決定在高雄煉油廠增設第五套輕油裂解廠（簡稱「五輕」）後，所引發的一系列環境保護抗爭運動。期間曾舉辦公民投票，最後在中油承諾回饋金與未來遷廠的情況下動工。

## 抗爭過程

### 1987年至1990年
1987年6月，中油的「第五輕油裂解廠」計畫正式於媒體上發佈。同年7月2日時，居民與其他抗議人士開始在後勁地區宣傳抗爭活動，並且在7月3日至煉油廠北門發表演講。7月24日，時任中華民國經濟部部長李達海視察中油，引起近百位後勁居民守候於廠區西門，欲遞交抗議書，但部長並未出面，之後居民開始於西門口紮營。
8月5日，抗爭者在後勁鳳屏宮成立「反五輕自力救濟委員會」。10日時，由於中油員工開車撞倒西門抗議旗幟並毆傷民眾，引發抗議者衝入廠區包圍「保警大樓」。至8月30日，又有800多名後勁居民前往經濟部抗議，經濟部次長李模接見居民後決定派人了解中油汙染問題。
到了9月30日時，抗爭者前往高雄市政府環境保護局，抗議該局未盡責任導致中油的污染嚴重。並且在同日又至高雄市議會陳情，希望停止增設高污染工業於市區。10月20日，400多民居民再北上前往臺北市向行政院環境保護署及中華民國立法院陳情，北上抗議居民與臺北市政府警察局爆發警民衝突。未北上者亦前往高雄中油北門抗議。
12月22日，後勁居民聚集阻擋中油運輸設備進入廠區，而高雄市政府警察局則動員大批鎮暴警察戒護。12月29日，警察將西門的抗議旗幟拆除，並在隔天引起居民「抬棺」抗議，與數千人的鎮暴部隊發生衝突。之後警民達成撤棺協議，衝突在1988年1月1日平息。
1988年2月時，輔仁大學與成功大學學生組成工作團，關注後勁問題。6月24日，環境影響評估報告書提出。7月2日，為紀念反五輕一周年，左營楠梓一帶舉辦了遊行與演講活動。
於1990年3月25日，抗議者劉永鈴與楊朝明爬上煉油廠內的廢氣燃燒塔拉起抗議布幔，並且在之後被判刑。1990年5月6日，後勁地區在政府同意下，針對五輕興建議題舉辦了台灣在《公民投票法》確立前首次的公民投票；在66.4%的投票率之下，「堅決反對」者有60.8%，「同意協商」者有39.2%。但此結果並未對政策造成影響。
公民投票結果：
| 里     | 反對興建方得票 | 得票率 |
| ------ | -------------- | ------ |
| 翠屏里 | 144            | 15%    |
| 瑞屏里 | 502            | 47%    |
| 金田里 | 1109           | 70%    |
| 玉屏里 | 1000           | 83%    |
| 錦屏里 | 1105           | 64%    |
| 稔田里 | 629            | 73%    |
| 總計   | 4489           | 61%    |

1990年9月13日，時任中華民國行政院院長郝柏村前往高雄，並於後勁夜宿；21至22日，在鎮暴警察戒護下，五輕正式動工。同時中油與政府並承諾撥出15億「回饋金」，以及「25年後」遷廠；而五輕也在1994年時完工啟用。

### 1990年建廠後
2004年6月25日，油廠內的Q102油槽外溢，再度引發抗爭。2004年10月反五輕17周年的抗議活動也引發警民衝突。
2008年1月5日，第二真空製氣油工廠發生爆炸，引起後勁地區發起「黃絲帶運動」以進行長期抗爭。
建廠20年後，於2010年9月21日，後勁當地再次舉辦要求如期遷廠的活動。

### 2015年12月31號25周年，屆滿遷廠期限
政府承諾後勁煉油廠區二十五年遷廠的最後期限，當天在後勁鳳屏宮前廣場舉辦反五輕25周年晚會，象徵長達四分之一世紀的等待，已經到期。
2016年1月1日，後勁居民前往煉油廠區檢視遷廠狀況，煉油廠主管在場簡報表示廠區所有幫浦已經全部停掉，但多座油槽仍有存油，引發後勁居民抗議。煉製事業部執行長李順欽當場表示，一個月內打開油槽人孔，讓後勁居民檢查，並承諾十天後會提出油槽清空等等相關時程表。
2016年1月11日，中油副總經理吳清陽等主管至後勁基金會報告，並沒有提出時刻表以及相關報告，希望再度協商，表示目前遷廠遇到瓶頸。煉製事業部執行長李順欽表示，當天打開人孔的說法超出他的權限。在場後勁居民激動表示不能接受，七天後如果中油方面提不出相關遷廠報告，不排除出動怪手拆除。
2016年1月18日，中油代表帶來兩張的書面資料說明，表示46座煉油廠內的工廠已經拆除17座，承諾三年之內將工廠拆完，油槽全數遷走時間訂在十年後2026年，中油副總經理吳清陽表示這並不是他能決定的。

## 外部連結
- 我們的島 第842集 後勁！未竟之路 (2016-01-25) （页面存档备份，存于）
- 2016神腦紀錄片競賽 社會組銅獎《沒有五輕的日子》 （页面存档备份，存于）
- 10220天的等待（页面存档备份，存于）